# کالنگا
کالنگا (انگلیسی: Calenga) یک کمون در آنگولا است که در استان هوامبو واقع شده‌است.